# Otvorena mreža
Otvorena mreža je hrvatski ogranak projekta wlan slovenija pokrenutog u Sloveniji 2009. godine.
Cilj projekta je pružiti slobodan (besplatan) bežični pristup Internetu svima, i to na način da sudionici u projektu sami pridonesu tom cilju. U procesu pridonošenja cilju sudionici projekta uče o tehnologijama bežičnog povezivanja na Internet. Time svaki korisnik postaje aktivni sudionik u izgradnji mreže.
Glavna komponenta Otvorene mreže (i krovnog projekta wlan slovenija) je web platforma nodewatcher koja omogućuje pregled i razumijevanje rada mreže. Platforma prikupljanja i prikazuje podatake kao što su bandwith, broj klijenata, i vrijeme rada čvora od zadnjeg kvara sa svih čvorova koji su dio mreže.

## Vanjske poveznice
- Otvorena mreža
- wlan slovenija